# Cabaret (musical)
Cabaret is een Broadwaymusical uit 1966, geschreven door Joe Masteroff, met muziek van John Kander en liedteksten van Fred Ebb.
Op de musical is ook de film  Cabaret uit 1972 gebaseerd, met Liza Minnelli in de hoofdrol. Het verhaal speelt zich af in het vooroorlogse Berlijn in de Kit Kat Klub. In Nederland zijn al diverse uitvoeringen geweest van de wereldberoemde musical.

## Verhaal
De musical speelt zich af in het Berlijn van 1929–1930, tijdens de nadagen van het jazztijdperk, terwijl de nazi's aan de macht komen. De musical concentreert zich op het hedonistische nachtleven in de louche Kit Kat Klub en draait om de relaties van de homoseksuele Amerikaanse schrijver Clifford Bradshaw met de Engelse cabaretier Sally Bowles. Een subplot gaat over de gedoemde romance tussen de Duitse pensioneigenaar Fräulein Schneider en haar bejaarde vrijer Herr Schultz, een joodse fruitverkoper.
Toezicht houdend op de actie is de Ceremoniemeester van de Kit Kat Klub, en de club zelf dient als metafoor voor onheilspellende politieke ontwikkelingen in het late Weimar-Duitsland. De musical toont het Berlijn uit het Weimar-tijdperk tijdens dit chaotische interbellum als een carnaval van losbandigheid en wanhoop, bewoond door mensen die zich niet bewust zijn van de nationale catastrofe die hen te wachten staat.
De originele Broadway-productie ging op 20 november 1966 in première in het Broadhurst Theatre in New York en werd een kassucces met 1.166 optredens. De bekroonde musical inspireerde talloze daaropvolgende producties, evenals de gelijknamige film uit 1972.

## Nederlandse cast
| rol                                     | 1986 (Stichting Musical Amsterdam) | 1989-1990 (Stage Entertainment) | 2005-2006 (Stage Entertainment)            | 2008-2009 (De Graaf & Cornelissen Producties B.V.) | 2026 (MediaLane) |
| --------------------------------------- | ---------------------------------- | ------------------------------- | ------------------------------------------ | -------------------------------------------------- | ---------------- |
| Master of Ceremonies (Emcee)            | Peter Ohlenschlager                | Willem Nijholt                  | Ara Halici                                 | Sven Ratzke                                        |                  |
| Understudy Master of Ceremonies (Emcee) | -                                  | Corné du Crocq                  | Hein Gerrits                               | Sven Tummeleer                                     |                  |
| Sally Bowles                            | Lenette van Dongen                 | Alexandra van Marken            | Pia Douwes                                 | Ellen Evers, Wieke Wiersma                         | Chantal Janzen   |
| Understudy Sally Bowles                 | -                                  | Karin van As                    | Wieke Wiersma                              | -                                                  |                  |
| Clifford Bradshaw                       | Paul Adama                         | Theo Nijland                    | Chris Tates                                | Dick Cohen                                         |                  |
| Understudy Clifford Bradshaw            |                                    | Edwin de Jongh                  | Daan van Rijssel                           | -                                                  |                  |
| Ernst Ludwig                            | Jeroen Engeln                      | Erik Burke                      | Wim Bouwens                                | Martin Stritzko                                    |                  |
| Understudy Ernst Ludwig                 |                                    | Albert van Nierop               | -                                          | Menno Leemhuis                                     |                  |
| Fräulein Schneider                      | Ineke Veenhoven                    | Lia Dorana                      | Anne Wil Blankers, Bea Meulman (alternate) | Pamela Teves                                       |                  |
| Understudy Fräulein Schneider           |                                    | Irene Kuiper                    | -                                          |                                                    |                  |
| Herr Schultz                            | Roel Steinvoorte                   | Guus Verstraete sr.             | Wim van Rooij, Kees van Lier (alternate)   | Johnny Kraaijkamp jr.                              |                  |
| Understudy Herr Schultz                 |                                    | Ger Smit                        | -                                          |                                                    |                  |
| Fraulein Kost                           | Simone Delorme                     | Irene Kuiper                    | Frédérique Sluyterman van Loo              | Sabine Beens                                       |                  |
| Understudy Fraulein Kost                |                                    | Joni Scholten                   |                                            | Cornalijne van Korlaar                             |                  |
| Douanier/Max                            |                                    | Ger Smit                        | Gert Jan Heuvelmans                        | Menno Leemhuis                                     |                  |
| Understudy Douanier/Max                 |                                    | Pieter Scholten                 |                                            |                                                    |                  |

De musical is gebaseerd op de beroemde romans "Mr Norris Changes Trains" en "Goodbye to Berlin" uit 1935 en 1939 van de Britse schrijver Christopher Isherwood (1904-1986).